# Mihaela Peneș
Mihaela Peneș   (Bucarest, 22 de juliol de 1947 - 29 d'agost de 2024) va ser una atleta romanesa especialista en el llançament de javelina, que va competir durant la dècada de 1960.
El 1964 va prendre part en els Jocs Olímpics d'Estiu de Tòquio, on va guanyar una sorprenent medalla d'or en la competició del llançament de javelina del programa d'atletisme. En al final va fer un llançament de més de 60 metres, sent la tercera dona que aconseguia aquesta fita. Quatre anys més tard, als Jocs de Ciutat de Mèxic, guanyà la medalla de plata en la mateixa prova.
En el seu palmarès també destaca una medalla d'or a la Universiada de 1965 i una de plata al Campionat d'Europa d'atletisme de 1966. A nivell nacional guanyà el campionat de Romania de 1965 a 1968. Després dels Jocs de 1968 posà punt-i-final a la seva carrera esportiva per passar a exercir d'entrenadora i oficial d'atletisme. El 1990 s'incorporà al Comitè Olímpic de Romania.

## Millors marques
- Llançament de javelina. 60,68 metres (1967)[4]